# 底萬
底萬（波斯語：دیوان）是伊斯蘭國家裡的高級行政體系。

## 語源
底萬一詞在1586年首次在英語（Dīvān、Dīwān）上出現，意思是「亞洲的國家議會」，土耳其語「底萬」由阿拉伯語迪旺衍生而來，是阿拉伯的中古波斯語，亞美尼亞語亦有借用這詞。亞美尼亞語的底萬解作「一疊寫了字的紙張」、「小冊子」、「詩書」，與「作家」一字相關，並發展出「紀錄」、「紀錄員」、「海關」、「議會廳」以至「長、有墊子的椅子」，這種椅子可在中東地區議會的牆腳處找到。當今的法語「douane」（海關）及西班牙語「aduana」（海關）都來自底萬一詞。

## 議會
十九世紀，底萬一詞用作描述哈里發奧馬爾一世。穆斯林征服得來的財富注入麥地那，商業管理及行政需要系統化，於是便借用這波斯語（奧馬爾一世在任時，薩珊王朝已被征服及伊斯蘭化）。其後，隨著國家變得複雜，這詞便被廣泛應用到所有政府部門。
樸特的底萬作為鄂圖曼帝國的議會，由大維奇爾及維奇爾組成，當蘇丹缺席時，議會由大維奇爾主持。
在爪哇語及相關的語言裡，「底萬」指議會，如印尼的國會（Dewan Perwakilan Rakyat）。

## 部門
摩洛哥在蘇丹制時，多個部門首長都有底萬的名銜：
- 底萬·阿-拉弗（Diwan al-Alaf）：國防部長
- 底萬·阿-巴爾（Diwan al-Bar）：外交部長
- 底萬·阿-卡耶特（Diwan al-Shikayat）：申訴部長

## 宮殿
底萬可指印度宮廷裡的兩種建築物。在莫卧儿帝國時，這兩種建築物往往會緊挨著一起。最為著名的是阿格拉紅堡，在德里、法泰赫普尔西克里、琥珀堡及巴基斯坦的拉合爾都有。

### 底萬-伊·安
這是宮廷公聽大殿，統治者可在這裡會見公眾。他會坐在王座裡，面對公眾，他的臣下會集合請願並呈交給他，由他來決策。

### 底萬-伊·凱斯
底萬-伊·安旁的紅石建築物，是宮廷的私人會見殿堂，較底萬-伊·安細小。外使及賓客會在這裡會見統治者。